# サンティアゴ・ラミレス
サンティアゴ・ラミレス（Santiago Ramirez, 1978年8月15日 - ）は、ドミニカ共和国出身のプロ野球選手（投手）。

## 来歴・人物
1997年、ヒューストン・アストロズに入団。
2006年、ワシントン・ナショナルズでメジャーデビュー。4試合に登坂した。
2007年、中日ドラゴンズに入団。最速150km/hのストレートが武器と言われ、中継ぎとして期待されていた。
開幕こそは一軍でも多く起用されたものの、夏場に二軍落ち。二軍では齊藤信介、金剛弘樹と共に「SSK」として勝利の方程式を形成し、優勝に貢献したが、同年11月30日に自由契約公示された。
2008年は、リーガ・メヒカーナ・デ・ベイスボルのモンテレイ・サルタンズでプレー。2009年は、独立リーグであるカナディアン・アメリカン・リーグのウースター・トルネードズでプレーした。
中日に所属していた2007年は、チーム内に同姓のエンリケ・ラミレス投手がいたため、登録名はフルネームの「サンティアゴ・ラミレス」となっていた。また、エンリケ・ラミレスとは、同じ誕生日でもある。
明るい性格で、サミー・ソーサのものまねを峰竜太に披露した。

## 詳細情報

### 年度別投手成績
| 年 度    | 球 団    | 登 板 | 先 発 | 完 投 | 完 封 | 無 四 球 | 勝 利 | 敗 戦 | セ 丨 ブ | ホ 丨 ル ド | 勝 率 | 打 者 | 投 球 回 | 被 安 打 | 被 本 塁 打 | 与 四 球 | 敬 遠 | 与 死 球 | 奪 三 振 | 暴 投 | ボ 丨 ク | 失 点 | 自 責 点 | 防 御 率 | W H I P |
| -------- | -------- | ----- | ----- | ----- | ----- | -------- | ----- | ----- | -------- | ----------- | ----- | ----- | -------- | -------- | ----------- | -------- | ----- | -------- | -------- | ----- | -------- | ----- | -------- | -------- | ------- |
| 2006     | WSH      | 4     | 0     | 0     | 0     | 0        | 0     | 0     | 0        | 1           | ----  | 18    | 3.1      | 6        | 1           | 2        | 0     | 0        | 1        | 0     | 0        | 3     | 3        | 8.10     | 2.40    |
| 2007     | 中日     | 27    | 0     | 0     | 0     | 0        | 1     | 0     | 0        | 3           | 1.000 | 115   | 26.1     | 27       | 3           | 12       | 1     | 0        | 11       | 0     | 0        | 16    | 16       | 5.47     | 1.48    |
| MLB：1年 | MLB：1年 | 4     | 0     | 0     | 0     | 0        | 0     | 0     | 0        | 1           | ----  | 18    | 3.1      | 6        | 1           | 2        | 0     | 0        | 1        | 0     | 0        | 3     | 3        | 8.10     | 2.40    |
| NPB：1年 | NPB：1年 | 27    | 0     | 0     | 0     | 0        | 1     | 0     | 0        | 3           | 1.000 | 115   | 26.1     | 27       | 3           | 12       | 1     | 0        | 11       | 0     | 0        | 16    | 16       | 5.47     | 1.48    |

### 記録
NPB
- 初登板：2007年3月30日、対東京ヤクルトスワローズ1回戦（ナゴヤドーム）、9回表に2番手で救援登板・完了、1回無失点
- 初奪三振：2007年4月1日、対東京ヤクルトスワローズ3回戦（ナゴヤドーム）、7回表に宮本慎也から空振り三振
- 初ホールド：2007年4月4日、対読売ジャイアンツ2回戦（東京ドーム）、7回裏に2番手で救援登板、1回無失点
- 初勝利：2007年4月21日、対東京ヤクルトスワローズ5回戦（明治神宮野球場）、7回裏に5番手で救援登板・完了、3回1失点

### 背番号
- 55 （2006年）
- 42 （2007年）